# Larrau
Larrau (Baskisch: Larraine) is een gemeente in het Franse departement Pyrénées-Atlantiques (regio Nouvelle-Aquitaine). De plaats maakt deel uit van het arrondissement Oloron-Sainte-Marie en ligt in de Baskische provincie Soule. Larrau telde op 1 januari 2022 185 inwoners.
In de gemeente Larrau, ten zuidoosten van het dorp, bevinden zich de kloven Gorges d'Holzarté en Gorges d'Olhadubi met de voetbrug bij Passerelle d'Holzarté. Het meest westelijke deel van de gemeente behoort tot het stroomgebied van de Ebro, wat relatief zeldzaam is. Hier ligt het Woud van Irati.

## Geografie
De oppervlakte van Larrau bedroeg op 1 januari 2022 126,8 vierkante kilometer; de bevolkingsdichtheid was toen 1,5 inwoners per km².

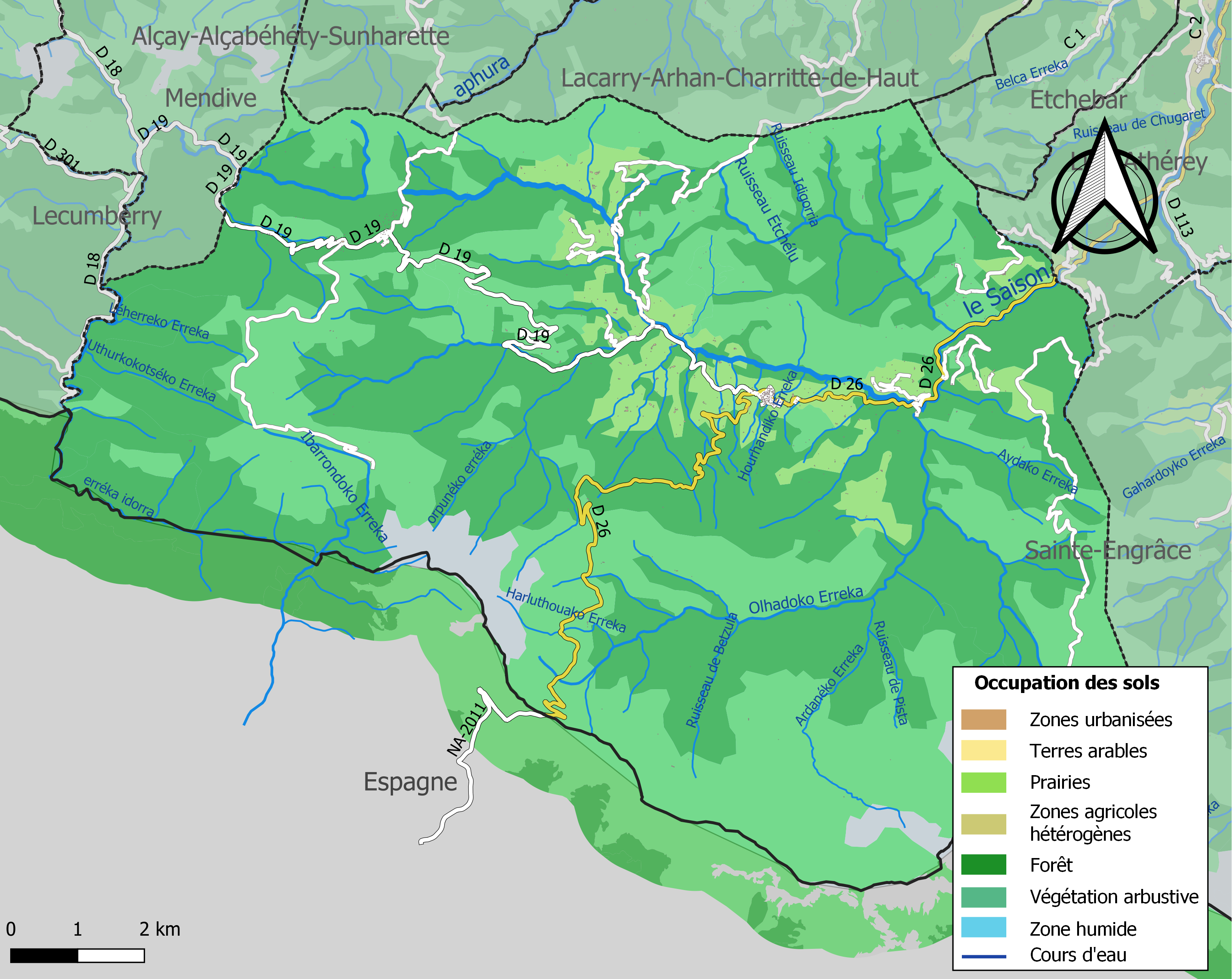
Kaart van de gemeente met belangrijkste infrastructuur, bodemgebruik en omliggende gemeenten

## Demografie
Onderstaande figuur toont het verloop van het inwonertal (bron: INSEE-tellingen).